# Frissons en eau trouble
Frissons en eau trouble est un livre de la collection Chair de poule (Goosebumps, en anglais), créée et écrite par l'auteur R. L. Stine. Dans la collection française Bayard Poche, ce livre est le 71e de la collection. Il est traduit de l'américain par Gigi Bay. Ce Chair de Poule est l'un des plus courts de la série : à peine 92 pages - les autres atteignant parfois les 120.
Le titre original américain est The Curse of Camp Cold Lake - littéralement : La malédiction du camp du Lac Froid. Dans la collection américaine, ce livre est le 56e de la série (Goosebumps n°56 : the curse of the cold lake). Premiere date de publication : 1998.

## Résumé
Sarah part en colonie de vacances, durant l'été, avec son frère Aaron. Ses parents l'y ont forcée : elle n'en a pas du tout l'envie. De plus, contrairement à son frère, elle est très timide, ne se lie pas facilement, et surtout...: elle est une citadine née : elle déteste tout ce qui est loin de la ville et de ses habitudes. De plus, la colonie organise des sports d'eau, et elle ne nage pas très bien... Du moins, elle n'aime pas ça - surtout quand c'est dans un lac. Mais à force de râler, Sarah se met toute la colo à dos. Son séjour tourne au cauchemar... Mais alors qu'elle pensait ne plus pouvoir se ridiculiser davantage, un nouveau problème fait son apparition : le fantôme d'une fille de son âge - Della .Elle est la seule à voir ce fantôme qui la harcèle, et tente de la tuer !

## Liens
- Ressources relatives à la littérature :   - Internet Speculative Fiction Database
  - NooSFere